# 比拉希夫 (奧斯特羅赫區)
50°21′10″N 26°24′11″E / 50.35278°N 26.40306°E
比拉希夫（烏克蘭語：Білашів），是烏克蘭西北部的村莊，隸屬里夫內州的里夫內區。該村始建於1466年，面積1.14平方公里，海拔高度228米，2001年人口454，人口密度每平方公里399人。